# 軽井沢高原教会

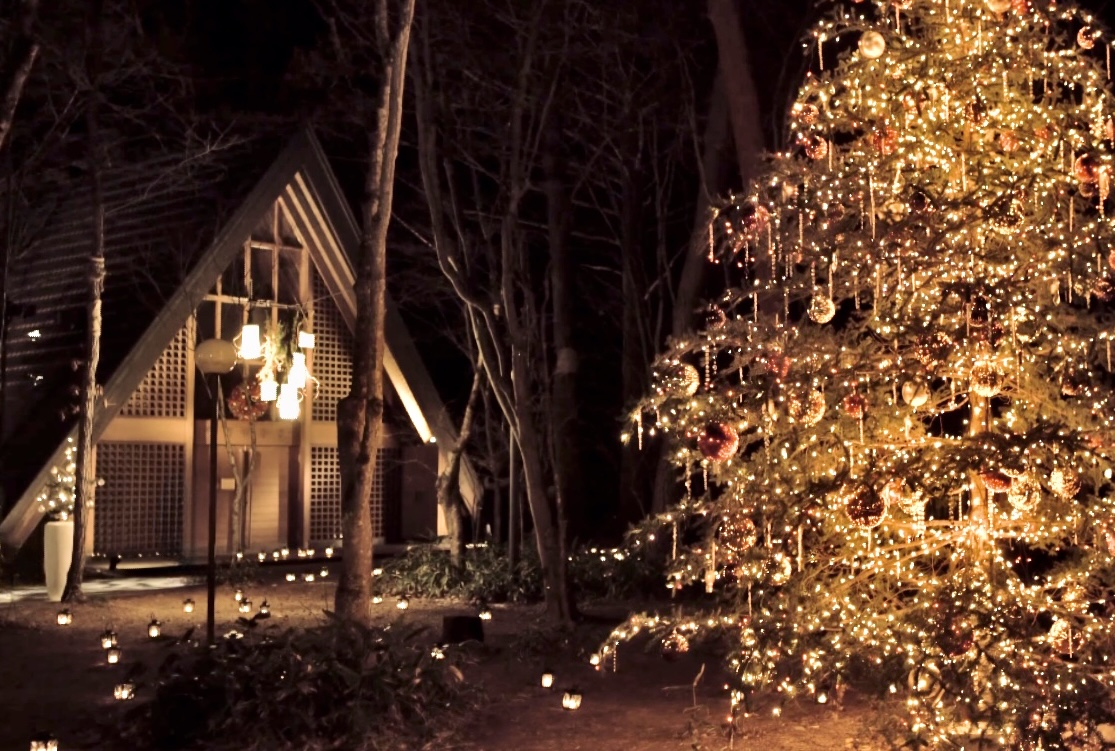
クリスマスの軽井沢高原教会

軽井沢高原教会（かるいざわこうげんきょうかい）は、長野県北佐久郡軽井沢町にあるプロテスタントの教会。星野温泉の歴史と密接に関わっており、ホテルブレストンコートに隣接する。

## 概要
大正10年に「芸術自由教育講習会」が星野温泉敷地内の材木小屋で開かれたのが原点となっている。芸術自由教育講習会には内村鑑三、北原白秋、島崎藤村らも参加しており、内村鑑三は「遊ぶことも善なり、遊びもまた学びなり」の理念のもと材木小屋を「星野遊学堂」と名づけた。この星野遊学堂と言う名は現在でも入り口に掲げられている。昭和16年「軽井沢高原教会」と改称した。初代牧師は、小説家としても知られた沖野岩三郎。昭和40年頃より改築され、星野温泉（現在の星野リゾート）のブライダル事業にも利用され、結婚式等も多く行われている。

## 礼拝
毎週日曜日 13:30〜14:00にゴスペル礼拝を行っている。
他に隣接の星野リゾート軽井沢エリアと共にクリスマスなどイベントを行っている。

## エピソード
- 軽井沢文化協会初代会長の加藤与五郎が逝去した際には、この教会でも告別式が行われた[1]。
- ゴスペル歌手の亀渕友香は、この教会で兼瀬清志牧師によって洗礼を受けた[2]。

## アクセス
- 長野県軽井沢町大字長倉星野2144番地
- 最寄り駅:しなの鉄道中軽井沢駅 徒歩20分